# Liste von Vulkanen in Australien
In dieser Liste befinden sich Vulkane auf dem australischen Festland und auf australischen Inseln. Der letzte Vulkanausbruch geschah 2011 auf der Heard-Insel durch den Big Ben.

## Vulkane in Australien einschließlich der Inseln

### Queensland
| Bild | Name                                                        | Höhe (m) | Lage Geo-Koordinaten          | Vulkantyp    | Letzte Eruption                    | Anmerkungen                |
| ---- | ----------------------------------------------------------- | -------- | ----------------------------- | ------------ | ---------------------------------- | -------------------------- |
|      | Atherton Tablelands                                         | —        | 17° 30′ 00″ S, 144° 30′ 00″ O | Vulkanfeld   | Vor weniger als 100.000 Jahren     | John Seach                 |
|      | Lake Barrine (Atherton Volcano)                             | 730      | 17° 12′ 00″ S, 145° 24′ 00″ O | Maar         | 12.000 Jahre                       | John Seach derm.qld.gov.au |
|      | Lake Eacham (Atherton Volcano)                              | —        | 17° 12′ 00″ S, 145° 36′ 00″ O | Maar         | 12.000 Jahre                       | John Seach                 |
|      | Mount Hypipamee Crater (Atherton Volcano)                   | 1.000    | 17° 12′ 00″ S, 145° 12′ 00″ O | —            | 10.000 – 15.000 Jahre              | atherton-tableland.com     |
|      | Lake Euramoo (Atherton Volcano)                             | 1.000    | 17° 12′ 00″ S, 145° 36′ 00″ O | —            | 10.000 Jahre                       | derm.qld.gov.au            |
|      | Bauhinia Volcano                                            | —        | 24° 48′ 00″ S, 149° 30′ 00″ O | Vulkanfeld   | 22–27 Millionen Jahre              | John Seach                 |
|      | Brisbane Volcano                                            | —        | 27° 42′ 00″ S, 152° 36′ 00″ O | Vulkanfeld   | 16–62 Millionen Jahre              | John Seach                 |
|      | Buckland                                                    | —        | 25° 13′ 48″ S, 148° 30′ 00″ O | Vulkanfeld   | 27 Millionen Jahre                 | John Seach                 |
|      | Bundaberg Volcano                                           | —        | 24° 51′ 36″ S, 152° 21′ 00″ O | —            | 900.000 Jahre                      | John Seach                 |
|      | Boyne Volcano (Bunya Mountains)                             | —        | 26° 50′ 24″ S, 151° 33′ 00″ O | —            | 380.000 Jahre                      | John Seach                 |
|      | Chudleigh Volcano                                           | 680      | 19° 20′ 24″ S, 144° 21′ 36″ O | Vulkanfeld   | 250.000 Jahre                      | John Seach                 |
|      | Mount Fox                                                   | —        | 18° 30′ 00″ S, 145° 28′ 12″ O | —            | 100.000 Jahre                      | oregonstate.edu            |
|      | Mount Hay                                                   | —        | —                             | —            | —                                  |                            |
|      | Hillsborough Volcano                                        | 590      | 21° 01′ 48″ S, 148° 56′ 24″ O | —            | 33,2 Millionen Jahre               | John Seach                 |
|      | The Hummock                                                 | —        | —                             | —            | —                                  |                            |
|      | Main Range Volcano                                          | —        | 27° 54′ 00″ S, 152° 24′ 00″ O | —            | 23–27 Millionen Jahre              | John Seach                 |
|      | Mount Le Brun                                               | 330      | 25° 35′ 52″ S, 151° 54′ 32″ O | —            | Vor 600.000 Jahren                 | John Seach                 |
|      | Mount McBride (McBride Volcanic Province)                   | 911      | 18° 18′ 00″ S, 144° 36′ 00″ O | —            | 1,7 Millionen Jahre                | John Seach                 |
|      | Undara (McBride Volcanic Province)                          | 40       | 18° 12′ 00″ S, 144° 42′ 00″ O | Vulkanfeld   | 3 Millionen Jahre                  | oregonstate.edu            |
|      | Undara Crater (McBride Volcanic Province)                   | 1.020    | 18° 15′ 00″ S, 144° 45′ 00″ O | Schildvulkan | 190.000                            | John Seach                 |
|      | Kinrara Volcano (McBride Volcanic Province)                 | 740      | 18° 24′ 49″ S, 144° 54′ 57″ O | —            | 20.000 Jahre                       | oregonstate.edu            |
|      | McLean Volcano                                              | —        | 15° 48′ 00″ S, 144° 48′ 00″ O | Vulkanfeld   | Weniger als 1 Million Jahre        | John Seach                 |
|      | Mingela                                                     | —        | —                             | —            | —                                  |                            |
|      | Mitchell Volcano                                            | —        | 26° 00′ 00″ S, 148° 12′ 00″ O | Vulkanfeld   | 21–24 Millionen Jahre              | John Seach                 |
|      | Monto Volcano                                               | —        | 24° 51′ 00″ S, 151° 07′ 12″ O | —            | vor 21 bis 70 Millionen Jahren     | John Seach                 |
|      | Nebo Volcano                                                | —        | 21° 24′ 00″ S, 148° 12′ 00″ O | —            | 16–35 Millionen Jahre              | John Seach                 |
|      | Nulla Volcano                                               | —        | 19° 42′ 00″ S, 145° 18′ 00″ O | Vulkanfeld   | 13.000 Jahre                       | John Seach                 |
|      | Piebald Volcano                                             | 417      | 15° 06′ 00″ S, 145° 06′ 00″ O | Vulkanfeld   | Vor weniger als 3 Millionen Jahre  | John Seach                 |
|      | Rockhampton Volcano                                         | 475      | 23° 18′ 00″ S, 150° 24′ 00″ O | —            | 67–71 Millionen Jahre              | John Seach                 |
|      | Springsure Volcano                                          | 600      | 24° 04′ 48″ S, 148° 10′ 12″ O | —            | 24–33 Millionen Jahre              | John Seach                 |
|      | Sturgeon Volcano                                            | —        | 20° 18′ 00″ S, 144° 12′ 00″ O | Vulkanfeld   | 920.000 Jahre                      | John Seach                 |
|      | Toomba                                                      | —        | 19° 30′ 00″ S, 145° 00′ 00″ O | Lavafeld     | 13.000 Jahre                       | oregonstate.edu            |
|      | Wallaroo Volcano                                            | —        | 18° 00′ 00″ S, 145° 24′ 00″ O | Vulkanfeld   | Vor weniger als 5 Millionen Jahren | John Seach                 |
|      | Focal Peak Volcano                                          | —        | 28° 15′ 41″ S, 152° 38′ 07″ O | Schildvulkan | 23 Millionen Jahre                 | John Seach                 |
|      | Mount Barney (Focal Peak)                                   | 1.359    | 28° 10′ 12″ S, 152° 25′ 12″ O | —            | 23 Millionen Jahre                 | John Seach                 |
|      | Campbells Folly (Focal Peak)                                | —        | —                             | —            | 23 Millionen Jahre                 | John Seach                 |
|      | Mount Gilles (Focal Peak)                                   | —        | —                             | —            | 23 Millionen Jahre                 | John Seach                 |
|      | Mount Glennie (Focal Peak)                                  | —        | —                             | —            | 23 Millionen Jahre                 | John Seach                 |
|      | Levers Plateau (Focal Peak)                                 | —        | —                             | —            | 23 Millionen Jahre                 | John Seach                 |
|      | Mount Lindesay (Focal Peak)                                 | —        | 28° 20′ 39″ S, 152° 43′ 20″ O | —            | 23 Millionen Jahre                 | John Seach                 |
|      | Glass House Mountains                                       | 240      | 26° 42′ 00″ S, 152° 54′ 00″ O | —            | 25–27 Millionen Jahre              | John Seach                 |
|      | Mount Miketeebumulgrai (Glass House Mountains)              | 199      | —                             | —            | 25–27 Millionen Jahre              | John Seach                 |
|      | Mount Tunbubudla (Glass House Mountains)                    | 312      | —                             | —            | 25–27 Millionen Jahre              | John Seach                 |
|      | Mount Beerburrum (Glass House Mountains)                    | 276      | —                             | —            | 25–27 Millionen Jahre              | John Seach                 |
|      | Mount Tibberoowuccum (Glass House Mountains)                | 220      | —                             | —            | 25–27 Millionen Jahre              | John Seach                 |
|      | Mount Tibrogargan (Glass House Mountains)                   | 364      | 26° 56′ 00″ S, 152° 57′ 00″ O | —            | 25–27 Millionen Jahre              | John Seach                 |
|      | Mount Cooee (Glass House Mountains)                         | —        | —                             | —            | 25–27 Millionen Jahre              | John Seach                 |
|      | Mount Coonowrin (Glass House Mountains)                     | 377      | 26° 54′ 00″ S, 152° 55′ 00″ O | —            | 25–27 Millionen Jahre              | John Seach                 |
|      | Mount Beerwah (Glass House Mountains)                       | 556      | 26° 54′ 00″ S, 152° 53′ 00″ O | —            | 25–27 Millionen Jahre              | John Seach                 |
|      | Mount Ngungun (Glass House Mountains)                       | 253      | —                             | —            | 25–27 Millionen Jahre              | John Seach                 |
|      | Mount Coochin (Glass House Mountains)                       | 235      | —                             | —            | 25–27 Millionen Jahre              | John Seach                 |
|      | Mount Elimbah (Glass House Mountains)                       | 129      | —                             | —            | 25–27 Millionen Jahre              |                            |
|      | Round Mountain (Glass House Mountains)                      | —        | —                             | —            | 25–27 Millionen Jahre              |                            |
|      | Wild Horse Mountain (Glass House Mountains)                 | 123      | 26° 42′ 00″ S, 152° 54′ 00″ O | —            | 25–27 Millionen Jahre              |                            |
|      | Peak Range                                                  | 807      | 22° 42′ 36″ S, 148° 03′ 36″ O | —            | 27 – 35 Millionen Jahre            | John Seach                 |
|      | Anvil Peak (Peak Range)                                     | —        | 22° 48′ 00″ S, 148° 00′ 00″ O | —            | 27–35 Millionen Jahre              | John Seach                 |
|      | Browns Peak (Peak Range)                                    | 807      | 22° 48′ 00″ S, 148° 00′ 00″ O | —            | 27–35 Millionen Jahre              | John Seach                 |
|      | Table Mountain (Peak Range) im Table-Mountains-Nationalpark | —        | 22° 48′ 00″ S, 148° 00′ 00″ O | —            | 27–35 Millionen Jahre              | John Seach                 |

### New South Wales
| Bild | Name                                               | Höhe (m) | Lage Geo-Koordinaten          | Vulkantyp    | Letzte Eruption       | Anmerkungen                               |
| ---- | -------------------------------------------------- | -------- | ----------------------------- | ------------ | --------------------- | ----------------------------------------- |
|      | Abercrombie Volcano                                | —        | 34° 18′ 00″ S, 149° 24′ 00″ O | —            | 14–26 Millionen Jahre | John Seach                                |
|      | Airly Volcano                                      | —        | 32° 54′ 00″ S, 150° 06′ 00″ O | —            | 34–42 Millionen Jahre | John Seach                                |
|      | Barrington Volcano im Barrington-Tops-Nationalpark | —        | 31° 48′ 00″ S, 151° 12′ 00″ O | —            | 44–54 Millionen Jahre | John Seach                                |
|      | Bunda Bunda Volcano                                | —        | 31° 06′ 00″ S, 152° 24′ 00″ O | —            | 71 Millionen Jahre    | John Seach                                |
|      | Byrock Volcano                                     | —        | 30° 42′ 00″ S, 146° 18′ 00″ O | —            | 16 Millionen Jahre    | John Seach                                |
|      | Mount Canobolas                                    | 1.395    | 33° 18′ 00″ S, 149° 00′ 00″ O | —            | 11–13 Millionen Jahre | John Seach                                |
|      | Cargelligo Volcano                                 | —        | 33° 24′ 00″ S, 146° 30′ 00″ O | —            | 10–15 Millionen Jahre | John Seach                                |
|      | Central Volcano                                    | —        | 29° 48′ 00″ S, 151° 36′ 00″ O | —            | 19-34 Millionen Jahre | John Seach                                |
|      | Comboyne Volcano                                   | —        | 31° 36′ 00″ S, 152° 30′ 00″ O | —            | 11–13 Millionen Jahre | John Seach                                |
|      | Doughboy Volcano                                   | —        | 30° 18′ 00″ S, 152° 12′ 00″ O | —            | 38–45 Millionen Jahre | John Seach                                |
|      | Dubbo Volcano                                      | —        | 32° 12′ 00″ S, 149° 12′ 00″ O | —            | 12–15 Millionen Jahre | John Seach                                |
|      | Ebor Volcano                                       | —        | 30° 24′ 00″ S, 152° 24′ 00″ O | —            | 18–19 Millionen Jahre | John Seach                                |
|      | El Capitan                                         | —        | 31° 12′ 00″ S, 146° 12′ 00″ O | —            | 12–15 Millionen Jahre | John Seach                                |
|      | Mount Gulaga auch Mount Dromedary                  | 806      | 36° 18′ 00″ S, 150° 00′ 00″ O | —            |                       |                                           |
|      | Mount Kaputar (Nandewar Range)                     | 1,507    | 30° 12′ 00″ S, 150° 06′ 00″ O | —            | 17–18 Millionen Jahre | John Seach                                |
|      | Liverpool Range                                    | —        | 31° 54′ 00″ S, 150° 24′ 00″ O | —            | 32–35 Millionen Jahre | John Seach                                |
|      | Monaro Volcano                                     | —        | 35° 42′ 00″ S, 150° 18′ 00″ O | —            | 37–55 Millionen Jahre | John Seach oregonstate.edu                |
|      | Nerriga Volcano                                    | —        | 35° 12′ 00″ S, 149° 48′ 00″ O | —            | 50 Millionen Jahre    | John Seach                                |
|      | Snowy Mountains                                    | —        | 35° 30′ 00″ S, 148° 18′ 00″ O | —            | 17–22 Millionen Jahre | John Seach                                |
|      | South Coast Volcano                                | —        | 35° 42′ 00″ S, 150° 18′ 00″ O | —            | 26–31 Millionen Jahre | John Seach                                |
|      | Southern Highlands Volcano                         | —        | 34° 36′ 00″ S, 150° 30′ 00″ O | —            | 31–55 Millionen Jahre | John Seach                                |
|      | The Breadknife                                     | 600      | 31° 18′ 00″ S, 149° 00′ 00″ O | —            | 13–17 Millionen Jahre | vnc.qld.edu.au                            |
|      | Walcha Volcano                                     | —        | 31° 24′ 00″ S, 151° 48′ 00″ O | —            | 44–56 Millionen Jahre | John Seach                                |
|      | Mount Warning bzw. Tweed Volcano                   | 1.157    | 28° 23′ 50″ S, 153° 16′ 15″ O | Schildvulkan | ~22 Millionen Jahre   | John Seach                                |
|      | Warrumbungles                                      | —        | 31° 18′ 00″ S, 149° 00′ 00″ O | Schildvulkan | 13–17 Millionen Jahre | John Seach vnc.qld.edu.au oregonstate.edu |

### Victoria
| Bild | Name                                          | Höhe (m) | Lage Geo-Koordinaten          | Vulkantyp                  | Letzte Eruption          | Anmerkungen                |
| ---- | --------------------------------------------- | -------- | ----------------------------- | -------------------------- | ------------------------ | -------------------------- |
|      | Aberfeldy Volcano                             | —        | 37° 48′ 00″ S, 146° 24′ 00″ O | —                          | 27 Millionen Jahre       | John Seach                 |
|      | Bacchus Marsh Volcano                         | —        | 37° 36′ 00″ S, 144° 24′ 00″ O | —                          | 55–64 Millionen Jahre    | John Seach                 |
|      | Bogong Volcano                                | 1.986    | 37° 06′ 00″ S, 147° 12′ 00″ O | —                          | 25–37 Millionen Jahre    | John Seach                 |
|      | Bonang Volcano                                | —        | 37° 12′ 00″ S, 148° 42′ 00″ O | —                          | 38–42 Millionen Jahre    | John Seach                 |
|      | Lake Bullen Merri (Newer Volcanics Province)  | —        | 38° 14′ 54″ S, 143° 06′ 16″ O | Maar                       | 22.000 Jahre             | sydney.edu.au              |
|      | Mount Buninyong (Newer Volcanics Province)    | 745      | 37° 39′ 00″ S, 143° 54′ 00″ O | Schlacken- und Aschenkegel | —                        | vro.dpi.vic.gov.au         |
|      | Lake Colongulac                               | —        | —                             | —                          | —                        |                            |
|      | Dargo                                         | —        | —                             | —                          | —                        |                            |
|      | Mount Eccles (Newer Volcanics Province)       | 179      | 38° 04′ 12″ S, 141° 55′ 12″ O | Schichtvulkan              | 6.000 – 19.000 Jahre     | John Seach                 |
|      | Mount Elephant (Newer Volcanics Province)     | 395      | 37° 57′ 36″ S, 143° 12′ 00″ O | Schlacken- und Aschenkegel | 5.000–20.000 Jahre       |                            |
|      | Flinders Volcano                              | —        | 38° 30′ 00″ S, 145° 18′ 00″ O | —                          | 40–48 Millionen Jahre    | John Seach                 |
|      | Mount Franklin (Newer Volcanics Province)     | 635      | —                             | —                          | —                        |                            |
|      | Mount Fraser (Newer Volcanics Province)       | —        | 37° 27′ 36″ S, 144° 58′ 12″ O | —                          | 34–43 Millionen Jahre    | vro.dpi.vic.gov.au         |
|      | Gelantipy Volcano                             | —        | 37° 12′ 00″ S, 148° 18′ 00″ O | —                          | 34–43 Millionen Jahre    | John Seach                 |
|      | Lake Gnotuk                                   | —        | —                             | —                          | —                        |                            |
|      | Mount Hamilton                                | —        | —                             | —                          | —                        |                            |
|      | Mount Hotham                                  | 1.861    | 36° 35′ 24″ S, 147° 04′ 48″ O | —                          | —                        |                            |
|      | Howitt Volcano                                | —        | 37° 12′ 00″ S, 146° 42′ 00″ O | —                          | 32–36 Millionen Jahre    | John Seach                 |
|      | Lake Keilambete (Newer Volcanics Province)    | —        | —                             | —                          | —                        |                            |
|      | Mount Kooroocheang (Newer Volcanics Province) | 230      | —                             | Schlacken- und Aschenkegel | —                        |                            |
|      | La Trobe Volcano                              | —        | 38° 30′ 00″ S, 146° 18′ 00″ O | —                          | 50–59 Millionen Jahre    | John Seach                 |
|      | Mount Leura (Newer Volcanics Province)        | 311      | 38° 14′ 39″ S, 143° 09′ 27″ O | —                          | 5.000–20.000 Jahre       |                            |
|      | Mount Macedon                                 | 1.014    | 37° 24′ 36″ S, 144° 34′ 48″ O | —                          | 360 Millionen Jahre      |                            |
|      | Mount Napier (Newer Volcanics Province)       | 440      | 37° 48′ 00″ S, 142° 30′ 00″ O | Schichtvulkan              | 5.000 – 6.000 Jahre      | John Seach oregonstate.edu |
|      | Neerim Volcano                                | —        | 38° 00′ 00″ S, 146° 00′ 00″ O | —                          | 20–25 Millionen Jahre    | John Seach                 |
|      | Red Rock (Newer Volcanics Province)           | 200      | 38° 15′ 30″ S, 143° 30′ 00″ O | Maar                       | 8.000 Jahre              | vro.dpi.vic.gov.au:        |
|      | Mount Noorat (Newer Volcanics Province)       | 310      | —                             | —                          | 5.000–20.000 Jahre       |                            |
|      | Poowong (Vulkan)                              | —        | —                             | —                          | —                        |                            |
|      | Mount Porndon                                 | 278      | 38° 10′ 48″ S, 143° 10′ 12″ O | —                          | 300.000 Jahre            |                            |
|      | Lake Purrumbete (Newer Volcanics Province)    | —        | —                             | —                          | —                        |                            |
|      | Toombullup Volcano im Alpine-Nationalpark     | —        | 36° 54′ 00″ S, 146° 18′ 00″ O | —                          | 37–44 Millionen Jahre    | John Seach                 |
|      | Tower Hill (Newer Volcanics Province)         | —        | —                             | —                          | 25.000 Jahre             |                            |
|      | Uplands Volcano                               | —        | 36° 48′ 00″ S, 147° 36′ 00″ O | —                          | 2 Millionen Jahre        | John Seach                 |
|      | Mount Warrenheip (Newer Volcanics Province)   | 741      | 37° 39′ 00″ S, 143° 56′ 00″ O | —                          | —                        | vro.dpi.vic.gov.au         |
|      | Mount Warrnambool                             | 216      | 38° 10′ 48″ S, 142° 26′ 24″ O | —                          | 0,57–2,2 Millionen Jahre | vro.dpi.gov.au             |
|      | Western Plains                                | —        | —                             | —                          | —                        |                            |

### South Australia
| Bild | Name                                     | Höhe (m) | Lage Geo-Koordinaten          | Vulkantyp     | Letzte Eruption | Anmerkungen                |
| ---- | ---------------------------------------- | -------- | ----------------------------- | ------------- | --------------- | -------------------------- |
|      | Mount Burr Range                         | —        | 37° 33′ 00″ S, 140° 24′ 36″ O | Vulkanfeld    | 20.000 Jahre    |                            |
|      | Newer Volcanics Province                 | 1,011    | 37° 46′ 12″ S, 142° 30′ 00″ O | Vulkankomplex | 5.000 Jahre     | Global Volcanism Program   |
|      | Mount Gambier (Newer Volcanics Province) | 190      | 37° 50′ 24″ S, 140° 46′ 48″ O | Maare         | 4.500 Jahre     | John Seach oregonstate.edu |
|      | Mount Schank (Newer Volcanics Province)  | 158      | 37° 48′ 00″ S, 142° 30′ 00″ O | Aschenkegel   | 5.000 Jahre     | John Seach oregonstate.edu |

### Western Australia
Es gibt keinen aktiven Vulkan in Western Australia, allerdings einige erloschene und den geologischen Nachweis von weiteren. Neunzehn erloschene Vulkane gibt es im Tal des Fitzroy River in der Region von Kimberley, wie auch heiße Quellen, die möglicherweise mit der Aktivität erloschener Vulkane verbunden sind. Es gibt auch Vorkommen von Basalt bei Bunbury und Cape Gosselin.
| Bild | Name                | Höhe (m) | Lage Geo-Koordinaten          | Vulkantyp | Letzte Eruption              | Anmerkungen     |
| ---- | ------------------- | -------- | ----------------------------- | --------- | ---------------------------- | --------------- |
|      | Argyle Diamond Pipe |          | 16° 36′ 00″ S, 128° 18′ 00″ O | Diatrema  | 1,1 bis 1,2 Milliarden Jahre | oregonstate.edu |
|      | Ellendale Volcano   | —        | 17° 29′ 15″ S, 124° 48′ 54″ O | Diatrema  | 20–22 Millionen Jahre        | oregonstate.edu |

### Heard und McDonald Islands
| Bild | Name                    | Höhe (m) | Lage Geo-Koordinaten          | Vulkantyp    | Letzte Eruption | Anmerkungen                    |
| ---- | ----------------------- | -------- | ----------------------------- | ------------ | --------------- | ------------------------------ |
|      | Mount Dixon             | 706      | —                             | —            | —               | John Seach                     |
|      | Big Ben mit Mawson Peak | 2.745    | 53° 06′ 22″ S, 073° 30′ 47″ O | Stratovulkan | 2023            | John Seach GVP oregonstate.edu |
|      | McDonald-Inseln         | 230      | 53° 01′ 48″ S, 072° 36′ 00″ O | Komplex      | 2005            | John Seach GVP                 |

### Lord Howe Island
| Bild | Name           | Höhe (m) | Lage Geo-Koordinaten          | Vulkantyp | Letzte Eruption | Anmerkungen                |
| ---- | -------------- | -------- | ----------------------------- | --------- | --------------- | -------------------------- |
|      | Ball’s Pyramid | 562      | 31° 30′ 00″ S, 159° 06′ 00″ O | —         | —               | John Seach oregonstate.edu |
|      | Mount Gower    | 875      | 31° 30′ 00″ S, 159° 06′ 00″ O | —         | 3.200 Jahre     | John Seach oregonstate.edu |

### Tasman Sea
| Bild | Name                    | Höhe (m) | Lage Geo-Koordinaten          | Vulkantyp         | Letzte Eruption | Anmerkungen           |
| ---- | ----------------------- | -------- | ----------------------------- | ----------------- | --------------- | --------------------- |
|      | Tasmanian Seamounts     | —        | 44° 18′ S, 147° 00′ O         | Submarine Vulkane | —               | John Seach csiro.au   |
|      | Barcoo Seamount         | —        | 32° 18′ 00″ S, 156° 18′ 00″ O | Submariner Vulkan | —               | John Seach            |
|      | Britannia Seamount      | —        | 27° 54′ 00″ S, 155° 35′ 24″ O | Submariner Vulkan | —               | John Seach            |
|      | Derwent-Hunter Seamount | —        | 27° 59′ 24″ S, 155° 35′ 24″ O | Submariner Vulkan | —               | John Seach Boozle.com |
|      | Gascoyne Seamount       | —        | 36° 40′ 12″ S, 156° 10′ 48″ O | Submariner Vulkan | —               | John Seach            |
|      | Heemskirk Seamount      | —        | 36° 15′ 00″ S, 159° 24′ 36″ O | Submariner Vulkan | —               | John Seach            |
|      | Queensland Seamount     | —        | 27° 30′ 00″ S, 155° 06′ 00″ O | Submariner Vulkan | —               | John Seach            |
|      | Soela Seamount          | —        | —                             | —                 | —               | John Seach            |
|      | Taupo Seamount          | —        | 32° 12′ 00″ S, 156° 10′ 12″ O | Submariner Vulkan | —               | John Seach            |
|      | Zeehan Seamount         | —        | 36° 15′ 00″ S, 159° 54′ 40″ O | Submariner Vulkan | —               | John Seach            |

### Sonstige
| Bild | Name             | Höhe (m) | Lage Geo-Koordinaten          | Vulkantyp    | Letzte Eruption     | Anmerkungen |
| ---- | ---------------- | -------- | ----------------------------- | ------------ | ------------------- | ----------- |
|      | Macquarie Island | 433      | 54° 30′ 00″ S, 158° 57′ 00″ O | —            | 10 Millionen Jahre  | John Seach  |
|      | Norfolk Island   | 315      | 29° 00′ 00″ S, 168° 00′ 00″ O | —            | 2.4 Millionen Jahre |             |
|      | Murray Island    | 200      | 10° 00′ 00″ S, 144° 00′ 00″ O | Schildvulkan | 1 Millionen Jahre   | John Seach  |